# Что же случилось с Губкой Бобом?
«Что же случилось с Губкой Бобом?» (англ. What Ever Happened to SpongeBob?) — специальный выпуск, 98-й эпизод пятого сезона мультсериала «Губка Боб Квадратные Штаны». Эпизод также известен под названием «Какой Боб Какие Штаны?» (англ. WhoBob WhatPants?), прозвучавшим в заставке. В США премьера состоялась 13 октября 2008 года. В России премьера эпизода состоялась 22 июля 2009 года.
На премьере эпизод посмотрело 7,7 млн человек.

## Сюжет
Губка Боб просыпается обычным днём, после чего выглядывает в окно и говорит «доброе утро» проезжающему почтальону на велосипеде — это приветствие отвлекает почтальона, и в него врезается грузовик. Затем Боб очень сильно обнимает Гэри, и его панцирь лопается. Выбежав из дома от разозлившегося Гэри, Губка Боб случайно натыкается на Патрика и опрокидывает на него его торт, который он готовил весь день в честь дня рождения его мамы. Далее он пошёл к Сквидварду, тем самым отвлекая его от важных дел. Потом Губка Боб решает проведать Сэнди и, споткнувшись о бревно, случайно уничтожает её танцующего робота, облив его водой. В заключение Губка Боб идёт на работу, и там он случайно сжигает в кипящем котле деньги мистера Крабса и тот вышвырнул его из своего ресторана. При этом все (за исключением Гэри, который просто злится) напоследок злобно называют его «маленьким олухом» (ранее — «маленьким идиотом»). Считающий, что все его друзья ненавидят его, Губка Боб решает покинуть Бикини-Боттом. Попрощавшись с Гэри и оставив ему годовой запас еды, он уходит из города. Ночью Губку Боба начали пугать со всех сторон какие-то страшные рыбы. Убегая от них, Боб случайно падает с обрыва и ударяется головой. Заметив образовавшуюся шишку на своей голове, Губка Боб от удара своего свёртка с вещами теряет сознание.
Тем временем Патрик стучит в дверь дома Губки Боба, желая одолжить сироп для своего молочного коктейля. К нему подходит Сэнди, которая задаётся вопросом, где Губка Боб, по-видимому, желая извиниться. Услышав, что Патрик понятия не имеет, где находится Боб, и не имея времени ждать, пока он откроет, Сэнди выбивает дверь. Войдя в дом, они увидели огромного и очень толстого Гэри, который съел всю годовую еду за день. На вопрос, что с ним случилось, Гэри с грустью указывает Патрику и Сэнди на свою миску с прощальной запиской от Губки Боба внутри. В это же время в Бикини-Боттом начался настоящий хаос, особенно в «Красти Крабе», где все рыбы требовали крабсбургеры, а повара не было. Мистер Крабс уже не знал, что делать, но Патрик и Сэнди прибежали в ресторан и рассказали, что Губка Боб обиделся на прозвище «маленький идиот» и покинул город. Все расстроились, и лишь Сквидвард рад произошедшему. Крабс с горестью закрывает ресторан и думает, как найти Боба. Когда Сэнди предлагает свой аппарат, засекающий любую губку, Сквидвард из всей своей ненависти к Губке Бобу разбивает его молотком, утверждая, что «уронил» его. Мистер Крабс ругает Сквидварда за его действия, а затем приказывает ему лично найти Губку Боба, но тот по-прежнему отказывается помочь, даже под угрозой увольнения. Тогда Крабс обещает Сквиду драгоценное яйцо, которое может закончить коллекцию Сквидварда, если тот найдёт Боба — это предложение окончательно убеждает Сквидварда.
На утро Губка Боб приходит в сознание и видит рывшихся в его вещах двух рыб, которые думали, что губка мёртв. Услышав, как одна из рыб зовёт его по имени, Губка Боб приходит в замешательство. После того, как его спросили, не знает ли он своего имени, Губка Боб объясняет, что всё, что он знает, это то, что он ударился головой. Услышав это, хитрые рыбы понимают, что у Губки Боба амнезия, и решают воспользоваться этим, чтобы украсть его вещи, сказав ему, что они ему не принадлежат, и дав ему новое имя — Головосыр Коричнештанник. Однако, найдя в своих карманах бутылку с мыльным пузырями, пара по какой-то причине пугается и сбегает. Губка Боб задаётся вопросом, что на них нашло, и тут же натыкается на город Нью-Келп…
Губка Боб начал бродить по Нью-Келпу и по пути наткнулся на мужчину. Полагая, что он пытался украсть у него деньги, бизнесмен говорит Губке Бобу, что если он хочет денег, то пусть устроится на работу, и оскорбляет его. С грустью Боб решается утроиться на работу — он пытался устроиться в банк, а затем на стройку. Однако на работе он использовал свою способность выдувания пузырей, чтобы помочь себе, отчего все в ужасе разбегались и увольняли Боба. Бродя по ночному Нью-Келпу и решив надуть пузырик, Губку Боба замечают пятеро бандитов, представившиеся как «Лопатели пузыриков». Именно они против того, чтобы все жители пускали мыльные пузыри, так как от них щиплет глаза. Бандиты собираются убить Губку Боба. Используя своё хобби, он спасается от бандитов и отправляет их вон, загнав в огромный пузырь. Местные жители стали вылезать из укрытий и благодарить Губку Боба за помощь. Мэр Нью-Келпа снимает с себя обязанности и назначает мэром Губку Боба.
Патрик, Сквидвард и Сэнди отправляются на поиски. На станции Патрик из-за своего скудоумия случайно отпечатывает у себя на животе газету. Сэнди вычитывает, что Губка Боб — новый мэр Нью-Келпа. Тем временем Губка Боб произносит речь, и в ней он позволяет всем жителям пускать пузыри. Сэнди и Патрик срывают его речь и поднимаются на сцену, но Губка Боб не узнаёт их. Желая вернуть друга домой и помочь ему, Сэнди просит Губку Боба вернуться с ними в Бикини-Боттом, объясняя ему, что знакомая обстановка города вернёт ему память. Однако Губка Боб отказывается, потому что жители Нью-Келп нуждаются в нём. Когда Губка Боб садится в лимузин, Сэнди пытается помешать ему уехать, однако за рулём оказывается Сквидвард. Он разворачивает лимузин и везёт всех в «Красти Краб».
Когда они приходят в ресторан, Губка Боб никак не может вспомнить его и будучи не совсем уверенным, кто он на самом деле, собирается вернуться в Нью-Келп. Сквидвард выпрашивает у мистера Крабса драгоценное яйцо, так как он вернул Боба обратно, по формальному признаку. Мистер Крабс неохотно отдаёт яйцо Сквидварду. Пока Сквидвард удивляется красоте своего нового яйца, он поскальзывается на жире от лопатки, которую дал Губке Бобу мистер Крабс, и яйцо вылетает у него из рук. К большому огорчению Сквидварда, оно разбивается, ударяясь о голову Губки Боба — в этот момент Боб всё вспоминает. Мистер Крабс говорит Губке Бобу, что им всем очень жаль, что они прогнали его из города за те грубые слова, которые они о нём говорили, но они рады, что он вернулся. Несмотря на то, что он принимает извинения друзей, Губка Боб осознаёт, что Нью-Келпу нужен свой мэр, и всё равно решается уйти. Однако в этот момент по телевизору показывают репортаж о том, что в Нью-Келпе начался хаос после того, как все стали пускать пузыри. Понимая, что ему теперь там не рады, Губка Боб передумывает возвращаться в Нью-Келп и решает навсегда остаться в Бикини-Боттом, из-за чего Сквидвард буквально вытаскивает свой мозг и выбрасывает его в мусорный бак.

## Роли
- Том Кенни — Губка Боб, Гэри
- Билл Фагербакки — Патрик Стар, трое граждан
- Роджер Бампасс — Сквидвард, почтальон, пилот
- Кэролин Лоуренс — Сэнди, женщина
- Клэнси Браун — мистер Крабс, мэр Нью-Келпа, гражданин № 4
- Ди Брэдли Бейкер — Перч Перкинс, мужчина, мальчик, двое граждан
- Рэй Лиотта — лидер банды
- Марк Фит — гражданин № 7, босс
- Пол Тиббит — гражданин № 8

### Роли дублировали
- Сергей Балабанов — Губка Боб
- Юрий Маляров — Патрик Стар, почтальон, пилот, лидер банды
- Иван Агапов — Сквидвард
- Лариса Некипелова — Сэнди
- Александр Хотченков — мистер Крабс, мэр Нью-Келпа, гражданин № 4
- Юрий Меншагин — Перч Перкинс